# 博嘎里
博嘎里缅甸克倫邦丹当基县丹当基镇区的一个镇。根据2014年缅甸人口普查，该镇总人口为17,237人。